# Filippo Contri
Filippo Contri (Roma, 24 ottobre 1992) è un attore italiano.

## Biografia
Dopo la maturità, si è laureato in economia e management presso la Luiss di Roma ottenendo la votazione massima. Dopo piccoli ruoli, il successo arriva nella serie tv Vita da Carlo, nella quale interpreta il figlio di Carlo Verdone. Nel 2024 è protagonista del film Amici per caso.
È stato anche concorrente del Grande Fratello 2018.

## Filmografia
- Amore 14 (2009)
- Una brutta giornata (2019)
- La svolta (2021)
- Nero a metà 2 (2021)
- Vita da Carlo (dal 2021)
- Luce dei tuoi occhi 2 (2023)
- Casa en flames (2024)
- Amici per caso (2024)